# 니브 닐센
니브 닐센(Nive Nielsen, 1979년 ~ )는 그린란드의 가수다. 그린란드 누크 출신의 싱어송라이터로 밴드 '더 디어 칠드런' (The Deer Children)의 멤버로 활동하고 있다. 무대에서는 조그만 적색 우쿨렐레로 연주하는데 가수로 데뷔하였을 때부터 지녀왔던 것이기도 하다. 첫 무대는 덴마크 여왕 앞에서 선보인 무대였으며 DR이 전국에 생중계하였다.
배우로도 활동하고 있어 2005년에는 콜린 패럴이 출연한 할리우드 영화 《뉴 월드》에서 여주인공을 맡았다. 또 2018년 3월부터 방영된 미국 AMC의 판타지 스릴러 드라마 《더 테러》에서도 조연으로 출연하였다.

## 역대 앨범
- 2012년 - 〈Nive Sings!〉
- 2015년 - 〈Feet First〉

## 출연작

### 텔레비전
- 더 테러 (2018년) - 사일런스 부인[3]